# فاغراوية
الفاغراوية (الاسم العلمي: Zanthoxyleae) هي قبيلة من النباتات تتبع فصيلة السذابية من الرتبة الصابونيات.